# Taylor Dooley
Taylor Dooley (Grosse Pointe, Míchigan, EE. UU.; 26 de febrero de 1993) es una actriz estadounidense, conocida por interpretar a Lavagirl en Las aventuras de Sharkboy y Lavagirly en su secuela independiente, We Can Be Heroes.Dooley saltó a la fama al interpretar a una chica, Lavagirl, en la mente de una niña de 10 años en la película Las aventuras de Sharkboy y Lavagirl de Robert Rodriguez.
También ha participado en campañas publicitarias de Famous Footwear, Mary Kate and Ashley y del miniván de Honda, Honda Odyssey.
Practica la equitación, la danza y la natación, y reside en Los Ángeles con sus padres y su hermano menor, Drew Dooley.
En 2020 participa en la película We Can Be Heroes, que es la continuación de Las aventuras de Sharkboy y Lavagirl.

## Filmografía

### Películas
- 2005 : Las aventuras de Sharkboy y Lavagirl en 3-D como "Lavagirl"[1]
- 2006 : Apology como "Judy"
- 2006 : Monster Night como "Dana Ackerman"
- 2006 : Whitepaddy como "Mary"
- 2009 : The Alyson Stoner Project como "Rosella"
- 2017 : Hell Mountain como "Eden"
- 2020 : We Can Be Heroes como "Lavagirl"[2]

### Series
- 2003 : Star Trek: Hidden Frontier como "Minister Rozhan" (episodio: "Grave Matters")
- 2005 : U-Pick Live  como "Louise" (episodio: "MusicWeek: Day 1")
- 2008 : House M. D. como "Rachelle" (episodio: "Joy to the World")